# محمد پذیرایی
محمد پذیرایی (۱۳۰۸ در اردبیل – اسفند ۱۳۸۰) کشتی‌گیر ایرانی بود که اولین مدال کشتی فرنگی ایران در المپیک را با کسب مدال برنز دستهٔ ۵۲ کیلو المپیک ۱۹۶۰ رم به دست آورده‌است.پدرش "حاج امان‌الله‌خان" و همسرش در اصل از اهالی اردبیل بودند که جهت کار به باکو مهاجرت کرده بودند و در آنجا به کسب و کار اشتغال داشتند. او مربی تیم ملی کشتی فرنگی ایران در سال ۱۹۸۳ بود.
محمد پذیرایی پسر دایی جهانبخت توفیق (دارنده مدال برنز المپیک ۱۹۵۲ هلسینکی و اولین مدال طلای تاریخ کشتی ایران در مسابقات ۱۹۵۴ توکیو) است، لازم به ذکر است که وی با اصرار و با توصیه مهندس توفیق به سمت کشتی متمایل گشت.
از دیگر عناوین بین المللی محمد پذیرایی می توان به:
- مسابقات جهانی یوکوهاما (ژاپن ۱۹۶۱) مقام پنجم
- مسابقات جهانی تولیدو (آمریکا ۱۹۶۲) مقام ششم
- مسابقات بین المللی رم (ایتالیا ۱۹۶۴) نشان برنز

عناوین داخلی (مسابقات قهرمانی کشور) محمد پذیرایی عبارتند از:
- آبادان، ۱۳۳۴، مقام اول دسته ۵۲ کیلوگرم
- تهران ۱۳۳۷، مقام دوم، دسته ۵۲ کیلوگرم
- شیراز ۱۳۳۸، مقام اول، دسته ۵۲ کیلوگرم
- رشت ۱۳۳۹، مقام اول، دسته ۵۲ کیلوگرم
- تهران ۱۳۴۰، مقام اول، دسته ۵۲ کیلوگرم